# جون ودال
جون ودال (بالإنجليزية: John Woodall)‏ هو لاعب كرة قدم بريطاني، ولد في 16 يناير 1949 في جوول في المملكة المتحدة. لعب مع نادي روذرهام يونايتد ونادي سكاربورو ونادي يورك سيتي.